# Кая (штат)
Кая (Кайя; називається також Каренні) — штат (національний округ) в М'янмі на південному сході країни. Межує з Таїландом і зі штатами (національними округами) Шан і Карен. Знаходиться між 18° 30' і 19° 55' пн.ш. та між 94° 40' і 97° 93' с. д. Адміністративний центр — місто Лойко. Населення 349 875 чол. Щільність населення — 29,82 чол./км².
Населення переважно кая — народність, яких називають також червоні карени або каренні, належать до групи каренів сино-тибетської мовної сім'ї.

## Історія
До 1948 року на території штату існувало три каренських князівства:
- Болакхе (Bawlake) — 1471,1 км², 13802 чол. (1931)
- Кантаравадді (Kantarawaddy) — 8187 км², 30677 чол. (1931)
- Чебоджі (Kyebogyi) — 2046,1 км², 14282 чол. (1931)

У серпні 1948 року керівник Каренні У Бі Тху був убитий міліцією центрального уряду за його незгоду вступити в Бірманський Союз. У державу були введені війська, які стоять там дотепер.
5 жовтня 1951 року держава Каренні була перейменована в Кая. У 1952 році до її складу було включено колишнє шанське князівство Монгпе (Mong Pai).
В 1957 році прихильники незалежності сформували партію Національну Прогресивну Партію Каренні (KNPP), яка підтримувалася новоствореною Армією Каренні (KA). Ця армія продовжує опір до теперішнього часу, хіба що за винятком короткого періоду припинення вогню в 1995 році. Проти неї виступають партії Нова Земельна Партія Кайя (KNLP) і Фронт Національного Визволення Каренні (KNPLF), які зараз вступили в союз з центральним урядом Бірми.
В 1976 році правляча в Бірмі військова хунта SLORC зробила акцію по насильницькому переселенню сіл каренні, щоб позбавити опір, армію підтримки, в порушення громадянських прав населення. При цьому особи, яких переселили, не отримували адекватної компенсації і попадали в місця, позбавлені нормального водопостачання і звичної інфраструктури, включаючи медичне обслуговування. За оцінками, переселенню піддалося 50 000 каренні. Тисячі людей втекли в Таїланд.
Хоча переговори про припинення вогню регулярно поновлюються, на 2005 рік остаточної угоди не знайдено і збройні зіткнення раз за разом виникають знову.

## Демографія
У штаті Кайя виділяють десять етнічних груп, які традиційно проживають на цій території.
За мовами виділяються наступні народи:
1. Кая (червоні карени)
2. Падаунг (Каяні) — знамениті «жінками-жирафами», які витягають шию за допомогою залізних кілець
3. Бве
4. Геба (білі карени)
5. Ману (манумано)
6. Їнтале (янтале)
7. Заєйн (латха)
8. лахта)
9. Геко
10. Їнбо
11. Паку

## Адміністративний поділ
Адміністративний центр штату — місто Лойко (Loikaw). Штат складається з двох округів (Болакхе і Лойко), які поділені на сім районів, до яких входять 106 селищ і сіл.
Райони штату:
1. Болакхе (Bawlakhe)
2. Демосо (Demoso)
3. Хпасаунг (Hpasawng)
4. Хпрусо (Hpruso)
5. Лойко (Loikaw)
6. Месе (Mese)
7. Шадоу (Shadaw)

## Економіка
У штаті Кайя основна культура — рис, розвинена іригація. Крім того вирощують кукурудзу, сезам, часник, земляний горіх і овочі. Видобувають мінерали — алебастр, олово і вольфрам. Цінні породи деревини — тик і сосна. Нелегальна лісозаготівля привела до того, що площа лісів різко скоротилася. На водоспаді Лопіт побудована ГЕС, яка виробляє 20 % всієї електроенергії Бірми, тому має високе стратегічне значення. ГЕС була побудована японцями після періоду японської окупації у вигляді репарації.
Теоретично штат міг би стати хорошим центром туризму через гарну природу, гори і цікаві місцеві звичаї. Однак політична ситуація не дає розгорнути широко туризм. Крім того є труднощі в транспорті і комунікаціях. В даний час для відвідування округу іноземцями потрібен дозвіл, який не завжди видається військовою владою. Зазвичай такий дозвіл охоплює район околиці 25 км від столиці Лойко. Фактично уряд тримає під своїм твердим контролем тільки столицю штату і частину західних територій.